# Superbad, avagy miért ciki a szex?
A Superbad, avagy miért ciki a szex? (Superbad) 2007-ban bemutatott amerikai filmvígjáték Seth Rogen és Evan Goldberg forgatókönyvéből. A film rendezője a korábbi televíziós direktor, Greg Mottola, producere pedig Judd Apatow.
A Superbad mind kritikai, mind anyagi téren rendkívüli sikert aratott, így a gyakori hasonlítás a szintén 2007 nyarán bemutatott Felkoppintvához még inkább megalapozottá vált.
Christopher Mintz-Plasse-nek és Emma Stone-nak ez volt az első filmszerepe, Jonah Hill-nek pedig az első főszerepe.

## Történet
Seth és Evan a legjobb barátok, ám a középiskolás évek a végéhez értek, s ketten más-más egyetemre mennek tovább. Ám ezelőtt egy kiadós buli keretében el akarják veszíteni szüzességüket, hogy később már gördülékenyen menjen a dolog. Az egyik lány érettségi bulit rendez, ahová Sethet is meghívja, aki megígéri, gondoskodik az alkoholról. A srácok balek barátja, Fogell hamis személyi igazolvánnyal próbál piát venni, ám a dolgok nem mennek egyszerűen.

## Szereplők
| Színész                  | Szerep            | Magyar hang       |
| ------------------------ | ----------------- | ----------------- |
| Jonah Hill               | Seth              | Szvetlov Balázs   |
| Casey Margolis           | Seth fiatalon     |                   |
| Michael Cera             | Evan              | Molnár Levente    |
| Christopher Mintz-Plasse | Fogell / McLovin  | Tóth Barna        |
| Bill Hader               | Slater rendőr     | Rába Roland       |
| Seth Rogen               | Michaels rendőr   | Epres Attila      |
| Emma Stone               | Jules             | Peller Mariann    |
| Martha MacIsaac          | Becca             | Szabó Zselyke     |
| Laura Marano             | Becca fiatalon    |                   |
| Aviva Baumann            | Nicola            |                   |
| Joe Lo Truglio           | Francis           | Gáspár András     |
| Kevin Corrigan           | Mark              | Csizmadia Gergely |
| Dave Franco              | Greg              |                   |
| Laura Seay               | Shirley           |                   |
| Marcella Lentz-Pope      | Gaby              |                   |
| Stacy Edwards            | Jane              |                   |
| David Krumholtz          | Benji Austin      | Pálmai Szabolcs   |
| Martin Starr             | James Masslin     |                   |
| Lauren Miller            | Scarlett Brighton |                   |
| Steve Bannos             | matektanár        |                   |
| Clark Duke               | tini a partin     |                   |
| Danny McBride            | férfi a partin    |                   |

## Fogadtatás

### Kritikai visszhang
A film 87%-on áll a Rotten Tomatoes oldalán, vagyis 179 kritikusból 156 pozitív véleménnyel volt róla; a konszenzus szerint „Hitelesen mutatja be a középiskolai élmények ügyetlenségét.” A Superbad bemutatóját követően több hónapig szerepelt az IMDb 250 legjobb filmje között, de végül a szavazatok gyarapodásával értékelése 8 csillag alá csúszott. 2008-ban MTV Movie Awardsra jelölték a Legjobb film kategóriában.

### Box office
A Superbad 2007. augusztus 17-én került az amerikai mozikba, s 33,1 millió dollárral szerezte meg az első helyet a toplistán. Ez 7,8%-kal jobb a Felkoppitva, s 54,7%-kal A 40 éves szűz startjánál. A 20 millió dolláros költségvetésű film második hetére is megőrizte a vezető pozíciót 18 millióval, október elejére pedig átlépte a 120 millió dolláros bevételt.
Nemzetközileg a Superbad-et az ősz folyamán mutatták be, s 48 millió dollárt gyűjtött, így összesen 169 milliót keresett.